# Jukka Vastaranta
Jukka Vastaranta (Tampere, 29 maart 1984) is een Fins voormalig wielrenner. 

## Carrière
Jukka Vastaranta reed in 2003 en 2004 in de opleidingsploeg van de Rabobank en stroomde in 2005 door naar de Pro-Tour ploeg. In 2007 koerste Vastaranta voor het Belgische Jartazi. Begin 2008 stapte hij over naar de MTB om als mountainbiker bij het team De Brink-Ten Tusscher te gaan rijden. Zijn gezondheidsproblemen dwongen hem echter tot een periode van rust, tot hij in 2010 weer besloot om te gaan mountainbiken. In juli 2010 tekende hij bij het Trek-Brentjens Mountainbike Racing Team.

## Erelijst
2001
- Fins kampioen mountainbike, cross country

2003
- Eindklassement Triptyque Ardennais
- Ardense Pijl

2004
- 3e etappe Olympia's Tour
- Fins kampioen tijdrijden, elite

2005
- 3e etappe Ster Elektrotoer

2009
- Fins kampioen mountainbike, cross country
- Fins kampioen mountainbike, marathon

2010
- Fins kampioen mountainbike, cross country
- Fins kampioen mountainbike, marathon

2011
- Fins kampioen mountainbike, cross country

## Resultaten in voornaamste wedstrijden
| Jaar | Ronde van Italië | Ronde van Frankrijk | Ronde van Spanje |
| ---- | ---------------- | ------------------- | ---------------- |
| 2005 |                  |                     | opgave           |

Aernouts ·
ten Dam ·
Dekker ·
Dekkers ·
Elijzen ·
Eltink ·
Giling ·
Groenendaal · 
Hesjedal · 
van Hummel ·
de Knegt ·
Kohl ·
de Kort ·
Mouris ·
Posthuma ·
Scheuneman ·
Sutherland ·
Vastaranta · 
Verhagen ·
Weening
Aernouts ·
Boom ·
Clement ·
Dekker ·
Elijzen ·
Eltink ·
Groenendaal · 
Heijboer ·
Kohl ·
de Knegt (tot 28/02) ·
de Kort ·
de Maar ·
Nys ·
Pauwels ·
Posthuma (tot 16/05) ·
Reus ·
Stamsnijder ·
Sutherland ·
Vastaranta
den Bakker ·
Boogerd ·
Boven ·
E. Dekker ·
T. Dekker ·
Eltink ·
Freire  · 
de Groot ·
Hayman · 
Horrillo ·
de Jongh ·
Kolobnev ·
Kroon ·
Löwik ·
Mensjov ·
Mutsaars ·
Niermann ·
Posthuma ·
Rasmussen ·
Scheuneman ·
Sentjens ·
Sutherland (tot 30/09) ·
Vastaranta ·
Veneberg ·
Wauters ·
Weening ·
Wielinga
Ardila ·
Boogerd ·
Boven ·
Brown ·
E. Dekker ·
T. Dekker ·
Eltink ·
Flecha ·
Freire · 
de Groot ·
Hayman · 
Horrillo ·
Kolobnev ·
Löwik ·
de Maar ·
Mensjov ·
Niermann ·
Posthuma ·
Rasmussen ·
Reus ·
Scheuneman ·
Sentjens ·
Vastaranta ·
Veneberg ·
Walker ·
Wauters ·
Weening
Boyen · Cauquil · Coupé · Criquielion · Drouilly · Flahaut · François · Habeaux · Ickx · Kaupas · Lembo · Maes · Nevens · Omloop · Soetens · Striska · Tombak · Van Braeckel · Van Mingeroet · Vastaranta · Cammaerts (stagiair) · Deprez (stagiair)